# Cdv Software Entertainment

A régi logó

A cdv Software Entertainment AG egy német videójáték kiadó, amit 1989-ben alapítottak  Karlsruhe-ban.  2000 április 17-én a cdv  a Frankfurti tőzsdén jegyzett társaság lett. A 2000-es évek elején a cdv volt a legnagyobb német kiadó a német játék piacon. 2008-ban nyitottak egy irodát Nagy-Britanniában.
A vállalat 2007 májusában felvásárolta az osztrák seven m Vertriebs GmbH videójáték-forgalmazó céget, annak leányvállalatával, a magyar seven m Kft.-vel együtt.

## Kiadott játékaik
- American Conquest
  - Fight Back (1.  kiegészítő a American Conquest-nek)
  - Divided Nation (2. második kiegészítője a American Conquest-nek)
- Blitzkrieg
- Codename: Panzers
- Codename: Panzers - Phase Two
- Combat Mission 1-3
- Cossacks: European Wars
  - Cossacks: The Art of War (1. kiegészítő a Cossacks: European Wars játéknak.)
  - Cossacks: Back to War (2. kiegészítő (Különálló)a Cossacks: European Wars játéknak)
- Cossacks II: Napoleonic Wars
  - Cossacks II: Battle for Europe (kiegészítő (Különálló)a Cossacks II-nek)
- Die Römer
- Duke Nukem
- Doom
- Doom 2
- Hammer & Sickle
- Jackass: The Game
- Lula: The Sexy Empire
- Lula 3D
- Nightwatch
- Rosso Rabbit in Trouble
- Santa Claus in Trouble
- Shadowgrounds Survivor
- Sudden Strike
- ÜberSoldier

## Fordítás
- Ez a szócikk részben vagy egészben  a   Cdv Software Entertainment című angol Wikipédia-szócikk ezen változatának fordításán alapul.  Az eredeti cikk szerkesztőit annak laptörténete sorolja fel. Ez a jelzés csupán a megfogalmazás eredetét és a szerzői jogokat jelzi, nem szolgál a cikkben szereplő információk forrásmegjelöléseként.